# Acuerdos de Argel (1981)
Los acuerdos de Argel fueron un conjunto de acuerdos entre Estados Unidos e Irán para resolver la crisis de los rehenes estadounidenses en Irán. Los acuerdos fueron negociados por el gobierno argelino y firmados en Argel el 19 de enero de 1981.
La crisis surgió tras el asalto a la embajada estadounidense en Teherán, el 4 de noviembre de 1979, cuando empleados de la embajada y el cuerpo diplomático fueron tomados como rehenes. En virtud de este acuerdo, los 52 ciudadanos estadounidenses que permanecían como rehenes fueron liberados y pudieron salir de Irán.
Entre las principales disposiciones del acuerdo destacaron:
1. Estados Unidos no intervendría política ni militarmente en los asuntos internos iraníes;
2. Estados Unidos levantaría el congelamiento de los activos iraníes en el extranjero y las sanciones comerciales a Irán;
3. Ambos países pondrían fin a las disputas entre sus respectivos gobiernos y ciudadanos remitiéndolas al arbitraje internacional, principalmente el Tribunal de Reclamaciones Irán-Estados Unidos,[2] creado como resultado del acuerdo;
4. Estados Unidos se aseguraría de que las sentencias de los tribunales estadounidenses sobre la transferencia de cualquier propiedad del depuesto sah Mohammad Reza Pahleví se cumplieran, independientemente de los "principios de inmunidad soberana";
5. Se pagarían las deudas iraníes con instituciones estadounidenses.

El principal negociador de Estados Unidos fue el subsecretario de Estado Warren Christopher, mientras que el principal mediador argelino fue el ministro de asuntos exteriores de Argelia, Mohammed Seddik Benyahia.